# وكالة المعلومات الجغرافية المكانية (إندونيسيا)
وكالة المعلومات الجغرافية المكانية (بالإندونيسية: Badan Informasi Geospasial) هي وكالة وطنية لرسم الخرائط في إندونيسيا. سميت وكالة المعلومات سابقًا باسم المنسق الوطني لوكالة المسح ورسم الخرائط. الوكالة مسؤولة عن المعلومات الجغرافية المكانية الإندونيسية كتطبيق واحد لسياسة الخريطة. في عام 2010 صرح سوسيلو بامبانغ يودهويونو الرئيس السابق لإندونيسيا أنه يجب أن يكون لإندونيسيا خريطة مرجعية واحدة، لذلك لن تكون هناك بيانات مكانية مختلفة لتنمية الدولة.
وكالة المعلومات الجغرافية المكانية مفوضة بموجب اللائحة الرئاسية رقم 9 لسنة 2016 المتعلقة بتنفيذ سياسة خريطة واحدة للعب دور رئيسي في تحقيق هدف وجود خريطة موحدة بحلول نهاية عام 2019. على وجه التحديد وكالة المعلومات الجغرافية المكانية مكلفة رئاسة فريق تنفيذ سياسة الخريطة الواحدة على النحو المنصوص عليه في المادة 6 من الفصل 6 من اللائحة. علاوة على ذلك فإن هذه الوكالة مسؤولة أيضًا عن مساعدة فريق التعجيل برئاسة وزارة التنسيق الاقتصادية في إندونيسيا لحل النزاعات على الأراضي والخرائط نتيجة لتنفيذ سياسة الخريطة الواحدة.

## الهيكلة
- رئيس وكالة المعلومات الجغرافية المكانية.
- السكرتير العام لوكالة المعلومات الجغرافية المكانية.
- نائب المعلومات الجغرافية المكانية الأساسية.
- نائب المعلومات الجغرافية المكانية المواضيعية.
- نائب البنية التحتية للمعلومات الجغرافية المكانية.
- مركز رسم الخرائط الطبوغرافية والأسماء الجغرافية.
- مركز رسم خرائط البيئة البحرية والساحلية.
- مركز شبكات التحكم الجيوديسية والديناميكا الجيوديسية.
- مركز رسم خرائط الحدود.
- مركز رسم الخرائط والتكامل المواضيعي.
- مركز رسم الخرائط والأطلس الإقليمي.
- مركز إدارة ونشر المعلومات الجغرافية المكانية.
- مركز توحيد وتنظيم المعلومات الجغرافية المكانية.
- مركز البحوث والترويج والتعاون.
- ديوان عام المالية العامة.
- مكتب التخطيط وشئون الموظفين والقانون.
- التفتيش.